# Virgilio Calegari
Virgilio Calegari (Bérgamo, 30 de maio de 1868 — Porto Alegre, 13 de setembro de 1937) foi um fotógrafo ítalo-brasileiro, ativo em Porto Alegre entre o fim do século XIX e princípios do século XX, um dos principais do estado em sua geração, deixado um importante legado documental e estético.

## Biografia
Filho de Oscar Calegari e Rosa Masserini, Virgilio chegou a Porto Alegre em 1881 juntamente com os pais e os irmãos Guglielmo (Guilherme), Batista e Gualtiero. As irmãs Arcilia e Oldemira vieram mais tarde, e Giulio (Júlio), nasceu no Brasil. Todos os irmãos se dedicaram às artes. Guglielmo (Guilherme), Batista e Gualtiero foram cenógrafos, atores e pintores e ganharam alguma projeção como autores de cenários teatrais e fotográficos. Guilherme também foi decorador de interiores e ao que parece participou da ornamentação da Igreja das Dores e do Teatro Politeama. Júlio foi fotógrafo.
Seu contato inicial com a fotografia remonta a 1885, quando tomou os primeiros ensinamentos com o fotógrafo João Antônio Iglesias, tornando-se mais tarde auxiliar do estabelecimento de Otto Schönwald, com quem teria aprimorado seus conhecimentos na prática.
Em 1893 inaugurou seu primeiro ateliê porto-alegrense à rua do Arroio (depois Bento Martins). Dois anos depois transferiu-se para a Rua da Praia e, logo no ano seguinte, registra-se o primeiro recolhimento de impostos sobre profissões de seu estabelecimento. O recolhimento de impostos de seu estúdio termina em meados de 1932, o que faz crer que tenha sido quando encerrou sua carreira como fotógrafo profissional.
Foi colaborador das revistas ilustradas Kodak, Máscara e a Revista do Globo. Foi professor de seu irmão Júlio Calegari e de Domingos Mancuso, ambos com destacada carreira fotográfica em Caxias do Sul.
Casou primeiro com Maria Oliveira, com quem teve os filhos Ney, colaborador da revista Illustração Pelotense, e Julieta. Depois de viúvo casou-se com Francisca Santos, gerando Carmen, Helena, Oscar, Gilda e Irene.

## Obra
Segundo Zita Possamai, ele manteve um dos mais importantes ateliês fotográficos da capital do estado de seu tempo, só tendo um competidor à altura nos irmãos Ferrari. Foi um prestigiado retratista de políticos e socialites, favorecido pela amizade que manteve com figuras influentes como o governador Borges de Medeiros e o general Francisco Ramos de Andrade Neves, e isso atraiu-lhe uma grande clientela popular que, segundo Alexandre dos Santos, o procurava para, pelo menos num retrato, tornar-se semelhante aos notáveis da cidade. Mas além de fixar personalidades e famílias da elite de sua época, sua obra foi variada, fixou muitos tipos populares, trabalhadores, antigos escravos, viajantes e colonos estrangeiros.

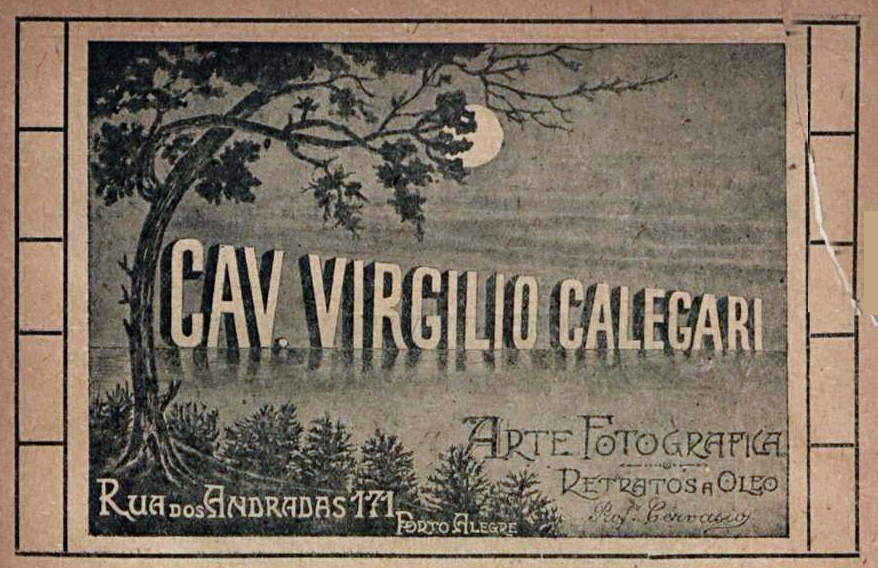
Publicidade de Virgilio Calegari.

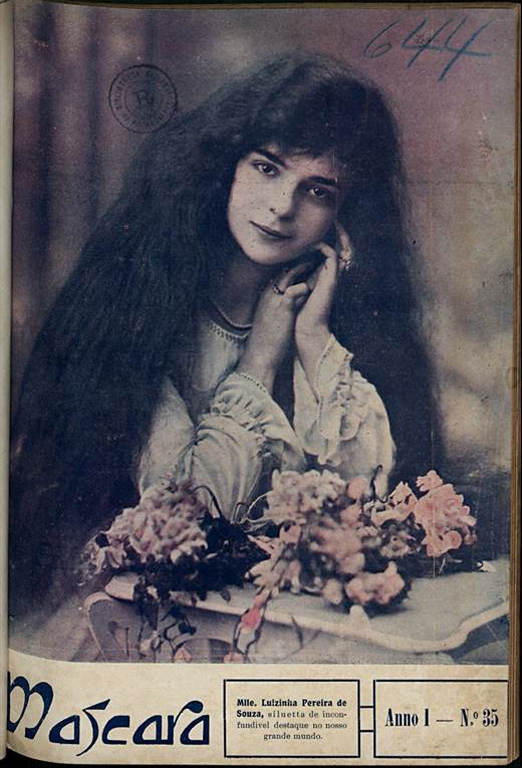
Capa da revista Máscara com retrato de Luizinha Pereira de Souza, por Virgilio Calegari.

Deixou um legado especialmente importante na forma de uma extensa documentação da paisagem urbana em um período em que os governantes se preocupavam em modernizar a cidade, que se transformava rapidamente. É considerado por vários autores como um dos responsáveis por fixar em imagens as ideias de progresso e modernidade defendidas pela elite positivista da capital. Para Alexandre dos Santos, "Calegari era a própria encarnação do moderno numa época que tinha sede de modernização". Algumas séries urbanas foram recolhidas nos álbuns Vistas do Novo Abastecimento d’Água, encomendado pela intendência municipal, e o Álbum de Porto Alegre, editado em seu ateliê em 1912.
Ainda são de grande interesse suas imagens de eventos políticos e sociais, como a inauguração da Exposição de 1901 e o enterro de Júlio de Castilhos, de inovações tecnológicas, como a chegada do primeiro automóvel, e dos cenários dos arraiais distantes do centro e dos arrabaldes semi-rurais de Porto Alegre, registrando paisagens, tipos humanos, costumes, formas de trabalho, habitação, lazer e sociabilidade que iam desaparecendo.
A qualidade do seu trabalho foi reconhecida muitas vezes. Participou de várias mostras nacionais e internacionais, tendo obtido várias premiações: Medalha de Ouro na Exposição Comercial e Industrial em Porto Alegre (1901); Medalha de Prata na Saint Louis Purchase Exposition, nos Estados Unidos da América (1904); medalhas de ouro na Exposição Colonial e Sul-Americana realizada em Paris e na Exposição Internacional de Milão, ambas em 1906; em Londres recebeu o Grande Prêmio na Exposição de Arte e Higiene, assim como na Exposição de Arte e Manufatura Internacional de Madri, ambas no ano de 1907. Em 1908 recebeu um Grande Prêmio no Rio de Janeiro e uma Medalha de Ouro de Primeira Classe em Palermo. Em 1910 Vítor Emanuel III, rei da Itália, concedeu-lhe o título de Cavaleiro da Coroa. Em 1911 recebeu um Grande Prêmio em Roma. No mesmo ano a Academia Físico-Química Italiana concedeu-lhe sua Grande Medalha de Primeira Classe pelas suas contribuições à arte da fotografia em seus aspectos técnicos, químicos e estéticos.
Em 1969 parte de sua obra foi mostrada na exposição Porto Alegre do Passado, organizada pela Galeria de Arte Habitat, em Porto Alegre. Seu nome hoje batiza a Fotogaleria Virgilio Calegari da Casa de Cultura Mário Quintana. Márcia de Castro Borges, que estudou sua produção em sua dissertação de mestrado, assim se referiu a ele: 
"A fotografia de Virgilio Calegari nos revela o quanto este homem vivenciou sua época de forma apaixonada: suas imagens são um presente à memoria e à história brasileira, pois denunciam o cotidiano de uma capital durante todo o período denominado por alguns historiadores como República Velha; mais que isso, apontam o desenvolvimento da fotografia, por um lado, como técnica, por outro, como um elemento de descoberta da realidade. Sobre esta realidade, Calegari soube buscar as mais diferentes facetas, produzindo um acervo de imagens com variadas temáticas, realizando fotografias de família, da cidade, cientificas e eróticas".
Para Sinara Sandri, que também o estudou em seu mestrado, 
"Foi na sua atividade como retratista, cuja contribuição como profissional requisitado para a construção da imagem do esclarecimento e racionalidade da nova elite dirigente gaúcha já está estabelecida, que buscamos os registros da presença de personagens e hábitos que não faziam parte do código de comportamento autorizado pela onda modernizante. Nestes casos, [...] foi possível perceber que, em alguns momentos, o fotógrafo tentou representar setores não integrados sem assinalar de forma negativa seu descompasso com o ritmo desejado do progresso. [...] Calegari foi um fotógrafo oitocentista que viveu a transição para o novo século cujo trabalho poderia ser situado em um período histórico de implantação de uma nova ordem política e social, já que o auge de sua produção estaria nas duas primeiras décadas do século. A partir do material analisado, fica evidente a eficácia de sua fotografia tanto na formação de um ideal de modernidade quanto na demonstração de que a incorporação desta urbanidade não foi homogênea. [...] Na pequena capital do início do século, Virgilio Calegari operava uma máquina capaz de produzir um passaporte para a modernidade, mas em momentos substanciais de sua obra parece ter os olhos e objetivas apontados para o passado. Calegari viveu e fotografou uma cidade que não era e faltava muito para parecer moderna. Em um presente empenhado em construir o futuro, parece estranhar o novo mundo e volta-se para trás, imortalizando espaços e vivências condenados ao desaparecimento".

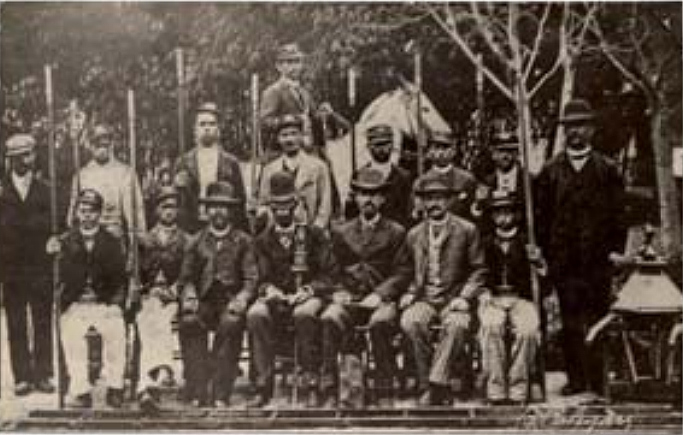
Acendedores de lampião
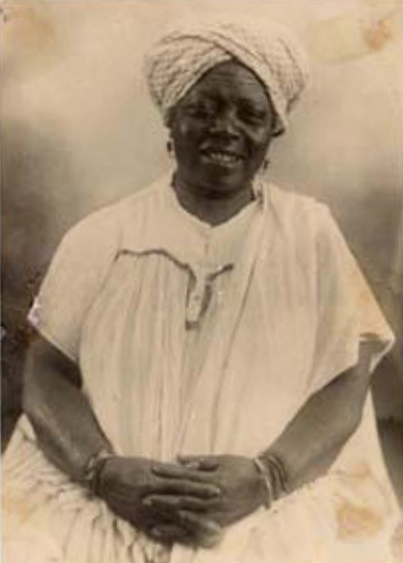
Negra com turbante preto e branco
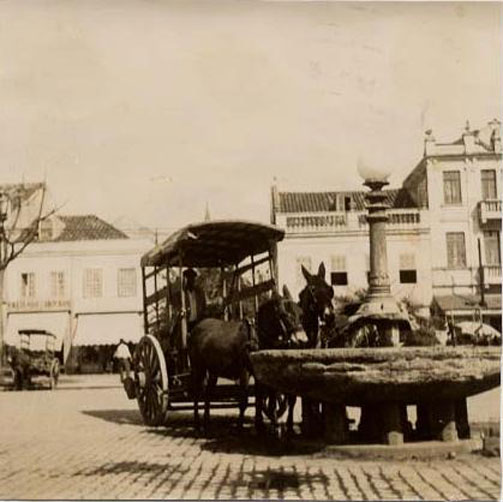
Bebedouro da Praça Rui Barbosa
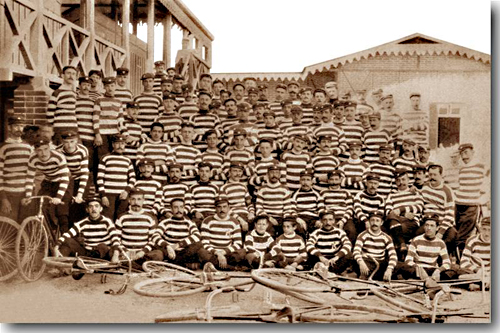
Ciclistas da União Velocipédica
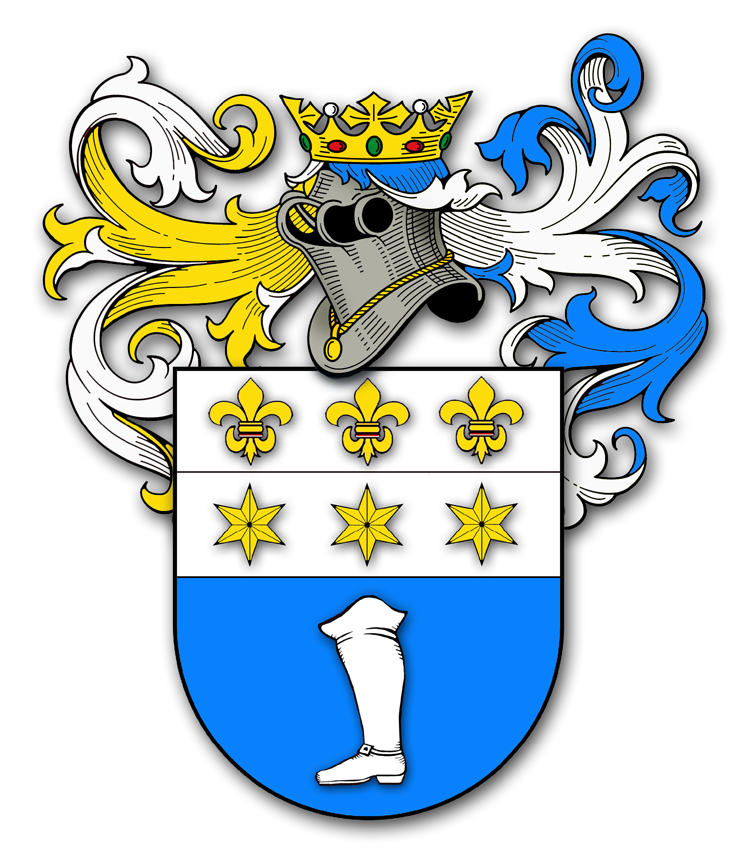
Brasão da família Calegari, usado pelo irmão Júlio